# والتر کروگر
والتر کروگر (به آلمانی: Walter Krüger) (زاده ۲۷ فوریه ۱۸۹۰ – مرگ ۲۲ مه ۱۹۴۵) یک ژنرال آلمانی در دوره رایش سوم بود.
او در جریان عملیات بارباروسا فرمانده لشکر چهارم اس‌اس پلیس بود که در جبهه لنینگراد می‌جنگید و در مارس ۱۹۴۳ به فرماندهی لشکر دوم زرهی اس‌اس داس رایش ارتقا درجه‌یافت. پس از بازرس کل نیروهای پیاده‌نظام وافن اس‌اس شد و سپس فرماندهی یکی از لشکرهای جدید «لژیون لتونیایی» را بر عهده گرفت. کروگر در ۲۲ مه ۱۹۴۵ خودکشی کرد.

## نشان‌ها
- صلیب آهنین (۱۹۳۹)، درجه دو (۱۳ ژوئن ۱۹۴۰) و درجه یک (۲۲ ژوئن ۱۹۴۰)
- صلیب شوالیه آهنین با برگ‌های بلوط و شمشیرها
  - صلیب شوالیه (۱۳ دسامبر ۱۹۴۱)
  - برگ‌های بلوط (۳۱ اوت ۱۹۴۳)
  - شمشیرها (۱۱ ژانویه ۱۹۴۵)